# محمد بن جریر طبری
ابوجعفر محمد بن جریرعلی بن یزید بن کثیر بن غالب طبری مشهور به جریر طبری (زادهٔ ۲۲۴ در آمل – درگذشتهٔ ۳۱۰ هجری قمری در بغداد) (۲۱۸–۳۰۱ هجری خورشیدی) (۸۳۹–۹۲۳ میلادی) همه‌چیزدان، مورخ،  مفسر قرآن و فیلسوف ایرانی، مؤلف تاریخ طبری مشهور به پدر علم و تاریخ و تفسیر است.

## زندگی
محمد بن جریر طبری در سال ۲۲۴ هجری قمری برابر با ۲۱۸ هجری خورشیدی در آمل چشم به جهان گشود. وی در عین تاریخ‌نگار بودن مفسری پرتوان نیز بود، وی کتاب تاریخ طبری را نگاشت که در آن وقایع به ترتیب سال تنظیم شده و تا سال ۳۰۲ هجری را در برمی گیرد. تاریخ طبری مرجع عمده تاریخ جهان و ایران تا اول سده چهارم هجری است، همچنین این کتاب در واقع مأخذ عمده تمام کسانی واقع شده است که بعد از طبری به تألیف تاریخ اسلام اهتمام ورزیده‌اند. وی از سنین پیش از نوجوانی در زادگاهش طبرستان به فراگرفتن فنون و دانش از جمله مبحث علم و عرفان مشغول گردید. پس از فراگرفتن مقدمات علوم در ۱۲ سالگی آمل را ترک گفت و به ری رفت. طبری پس از مدتی بین‌النهرین را ترک کرد و برای آشنایی با اصحاب ری عازم مصر شد. او در این سفر از راه شام و بیروت گذشت و در ۲۵۳ قمری هنگام حکومت احمد بن طولون به مصر وارد شد و سه سال در آن دیار ماند و در شهر فسطاط مصر نزد پاره‌ای از دانشمندان آن دیار شاگردی کرد. طبری طی سفرهای بسیار خود بیش‌تر سفرنامه‌هایی را که حاوی تاریخ و جغرافیای پیش از زمان خود بود، مطالعه کرد. همچنین، طی آن سفرها با سیره نویسان گوناگونی در جهان دیدار کرد و اطلاعات زیادی از آن‌ها به دست آورد. او پس از زندگی سه ساله در مصر از راه شام به بغداد بازگشت و پس از زمان کوتاهی برای دیدار از وطنش راهی طبرستان شد و در سال ۲۹۰ قمری به آمل آمد. طبری پس از مدتی به بغداد بازگشت و در محلهٔ رحیه یعقوب اقامت نمود و مطالعات خود را ادامه داد. طبری در بغداد ضمن آن که دانش خود را در فقه، تاریخ، حدیث تکمیل می‌کرد، شاگردانی نیز تربیت نمود و زمانی که در محلهٔ قنطره البردان بغداد زندگی می‌کرد، نگارش تاریخ خود را با نام تاریخ الرسل و الملوک که با نام تاریخ طبری شناخته می‌شود، آغاز کرد. او که روزانه چهل برگه از تاریخ خود را گردآوری می‌کرد و نزدیک به چهل سال به نوشتن تاریخ طبری پرداخت. به این ترتیب که از ۴۸ سالگی شروع به گردآوری نسخه‌های پراکنده سفرنامه‌ها نمود و از ۶۵ سالگی به‌طور مستمر در بغداد یادداشت‌های پراکنده خود را به مدت ۲۳ سال تنظیم کرد تا آن که پیش از مرگش آن را به پایان رساند. وی در این بین یک بار به هندوستان هم سفر نمود. طبری در کنار تنظیم تاریخ خود، به خواهش المکتفی، خلیفه عباسی، کتابی درزمینهٔ وقف نوشت که در بر گیرندهٔ نظر همهٔ دانشمندان و مسلمانان تا آن زمان بود. طبری طی آن سال‌ها کتاب جامع البیان عن تاویل را نیز در تفسیر قرآن نوشت که به تفسیر طبری شهرت پیدا کرد.

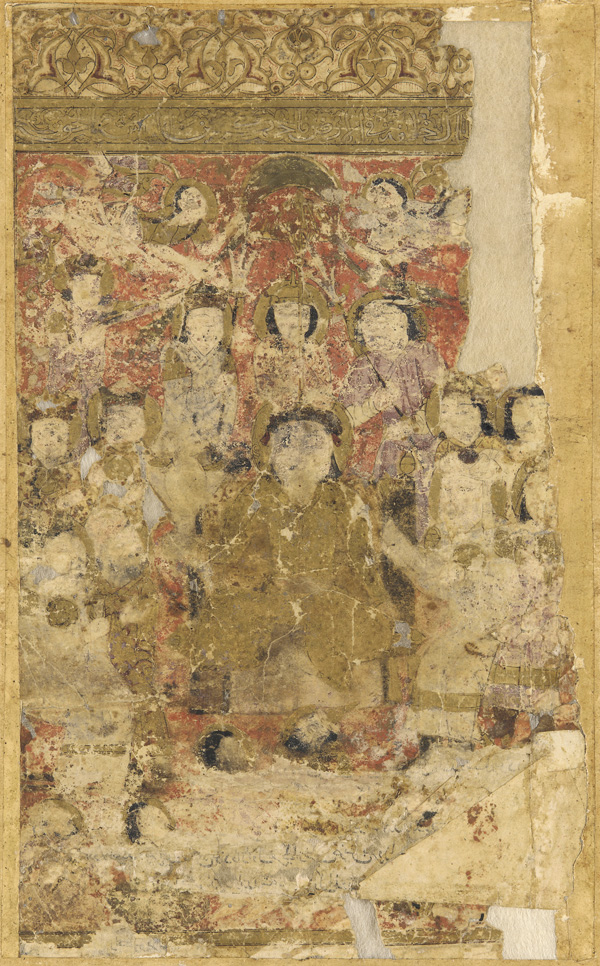
یک صفحه از تاریخ بلعمی ترجمه تاریخ طبری در موزه ملی تاریخ طبیعی مؤسسه اسمیتسونیان در واشینگتن دی سی

دوره‌ای که طبری در آن می‌زیست مملو از اختلافات مذهبی و آشوب‌های سیاسی بود، که انگ زدن و متهم کردن افراد به بدعت یا تشیع، سکه رایج آن عصر بود. خصوصاً در میان علمای همطرازی که نظریه‌های مختلف علمی داشتند. حنابله بغداد در آن عصر طبری را متهم کرد.

## ویژگی‌ها
عزالدین بن اثیر در تاریخ وی را خوش‌رو با چشمان قهوه‌ای رنگ، لاغر، قد کشیده، خوش‌زبان، زاهد و دنیا گریز وصف کرده است. مقتدر برای حمایت و تحسین وی هدایایی برایش فرستاد و او نپذیرفت. یکی از وزیران عباسی نیز به همراه وصله‌ای پیشنهاد منصب وزیری را داد ولی وی منصب پیشنهادی قضاوت را رد نمود. در تاریخ آمده است که وی ملکی از پدرش در طبرستان داشته و با درآمد آن، امور خود و خانواده و شاگردانش را می‌گذرانده و نیازی به کمک‌های مالی نداشته است.

## وفات
طبری در شوال ۳۱۰ هجری قمری مصادف با ۳۰۱ شمسی در شهر بغداد درگذشت و او را در خانه اش به خاک سپردند.
خطیب بغدادی می‌نویسد:
«در تشییع جنازهٔ او انبوهی از خلق که شمار آنان را جز خدا کسی نمی‌دانست، حضور یافتند و چندین ماه، شب و روز بر آرامگاهش نماز می‌گذاردند. گروه بسیاری از ارباب ادب و دیانت، اشعاری در رثای او سرودند».

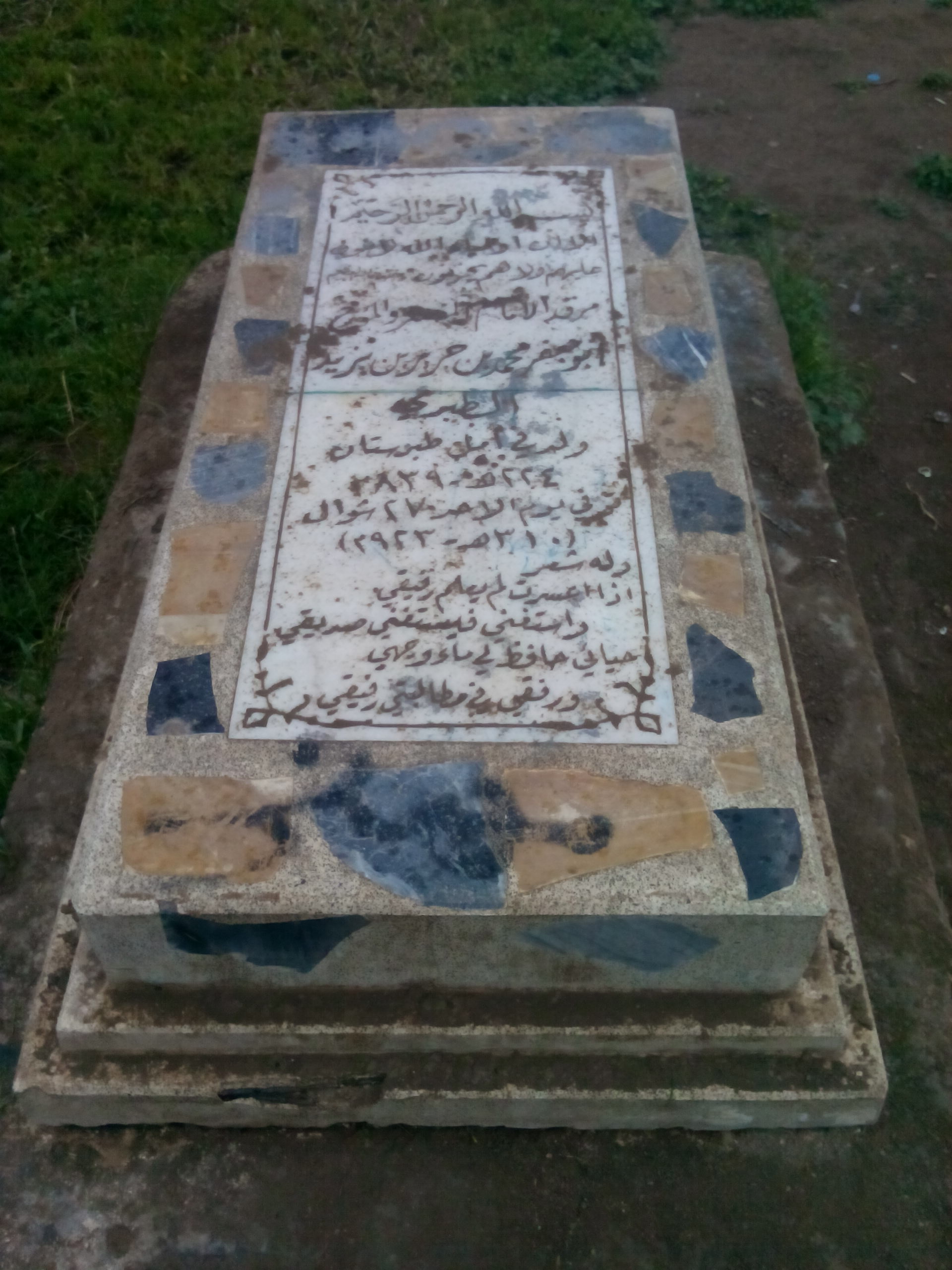
سنگ‌مزار طبری در بغداد

## از نگاه دیگران
اکثر علما می‌گویند او از علمای و مفسران بزرگ است که در مورد او گفته‌اند:
- راوی می‌گوید: او اگر کتابی را فقط یک بار می‌خواند تمامی کتاب را حفظ می‌شد.
- علی بن حسین مسعودی تاریخ‌نویس و جغرافی‌دان و دانشمند و جهان‌گرد درکتاب مروج الذهب دربارهٔ طبری می‌نویسد: اما تاریخ ابو جعفر محمد بن جریر از همه تاریخ‌ها برتر و بر همه کتاب‌های نوشته شده در تاریخ فزونی دارد.
- ملک الشعرا بهار شاعر، ادیب و نویسنده ایرانی می‌گوید: اگرچه مورخ‌هایی مانند علی بن حسین مسعودی، ابوریحان بیرونی، یعقوبی و ابو علی مسکویه در زمینه تاریخ زحماتی کشیده‌اند، لیکن هیچ‌یک به قدر محمد بن جریر طبری رنج نبرده و به قدر او اطلاع وافر دربارهٔ ساسانیان نداشته است.[۶]
- جلال خالقی مطلق پژوهشگر و شاهنامه‌شناس دانشگاه هامبورگ می‌گوید: در واقع شاهنامه و تاریخ طبری مکمل یکدیگر هستند، بسیاری از نکات تاریخی در تاریخ طبری در شاهنامه نیست و حجم بیشتری از مطالب شاهنامه در تاریخ طبری وجود ندارد.[۷]
- تئودور نلدکه خاورشناس آلمانی می‌گوید: تاریخ طبری التقاط مطالب فراوانی است که با کوشش فراوانی فراهم آمده است. مطالب منابعی که با یکدیگر اختلاف داشته‌اند در آن تهذیب نشده است. اما این وضع ارزش کار او را در نظر ما تا اندازه زیادی بالا برده است، زیرا به این ترتیب اخبار کهن، مطمئن‌تر از آن به دست ما رسیده است که طبری مورخ برای تعدیل آن رنج و کوشش به کار می‌برده است.[۸]
- یوزف شاخت استاد آلمانی-انگلیسی پژوهش‌های اسلامی دانشگاه کلمبیا در نیویورک می‌گوید: به‌طور خلاصه، باید توجه داشت تا آنجا که ما می‌توانیم کتاب وی را بررسی کنیم، تاریخ طبری با استفاده از منابع خود با دقت فراوان و یکپارچگی نگاشته شده و نسبت به کتاب‌های گذشته خود منحصر به فرد است.
- یحیی بن شرف النووی دربارهٔ طبری گفته است: وی دارای نگاه و اندیشه بزرگ در بین تمامی هم عصران خود بوده است.
- ابن خلکان: در عصر خود کوشاترین فرد در علم و پژوهش بود و صاحب طبقه‌بندی با شکوه در تفسیر، فقه، اجماع و تاریخ بود.[۹]
- عزالدین بن اثیر: کتاب تاریخ ابو جعفر نزدیک‌ترین انتقال تاریخ و تفسیر شواهد روزگار است وی با سخت کوش و بدون تقلید از دیگران کار خود را ادامه داد.
- ابن تیمیه عالم الهیات، حدیث و فقه، منطق‌دان و اخترشناس در مورد طبری نقل کرد: وی در همه چیز پیشرو بود و برای انتقال تاریخ به هوس رجوع نکرد و انصاف را رعایت نمود.[۱۰]
- جلال‌الدین سیوطی: امام ابو جعفر، از دیگراز مفسران در همه مباحث سر بود، وی یکی از امامان در مجموعهٔ از علوم بزرگ بود. ابو جعفر قادر به حفظ کتاب خدا، بینا از معنا، یک محقق در مقررات اصول جهان خود بود.[۱۱]

## آثار

### تاریخ طبری
تاریخ طبری مطالب عظیمی از اطلاعات را به دست مردم می‌دهد و یکی از قدیمی‌ترین تواریخ عمومی در جهان است. البته دیدگاه کلامی وی در تدوین تاریخش تأثیر گذاشته و تاریخ وی را به عدم بیطرفی در نقل تاریخ متهم کرده است. هدف طبری از نگارش تاریخ، عرضهٔ تاریخ جهان از آغاز آفرینش تا زمان خود او بوده است.
کتاب تاریخ طبری، شرح زندگی بشر از خلقت آدم تا زمان نگارندهٔ آن است. از دیدگاه او، سیر رویدادهای تاریخ جهان از زمان معینی آغاز شده و به رویدادهای زمان زندگی نویسنده انجامیده است. از نظر طبری تاریخ در حکم جریان واحدی است که در آن هر یک از قوم‌ها، نقش ویژهٔ خود را بازی کرده‌اند و عنایت الهی با فرستادن پیامبران و فرستادن کتاب‌های آسمانی با مردم همراه بوده و همهٔ مردم را در رودخانه‌ای که نامش تاریخ است به سوی مقصدی معلوم که روز رستاخیز است رهنمون می‌شود.
نسخه‌ای از تاریخ طبری که در قرن ۶ و با نثری کهن کتابت شده است در کتابخانه مرکزی آستان قدس رضوی نگهداری می‌شود.
طبری اسطوره‌های ایران را از کیومرث، که در اوستا از او یاد شده است، آغاز می‌کند و از او به عنوان نخستین آدم در تاریخ ایران باستان یاد می‌کند. هوشنگ، پهلوان افسانه‌ای را از نخستین پادشاه هفت اقلیم معرفی کرده که به ساختن پرستشگاه برای خداپرستان پرداخته است. طبری چون به تاریخ هجرت محمد پیامبر می‌رسد، شیوهٔ تاریخ‌نویسی را به کرونولوژی تغییر می‌دهد و روی‌دادهای هر سال از سال‌های دیگر جداگانه نوشته شده‌اند و چون رخدادهای سالی به پایان رسید به پیش‌آمدهای سال پس از آن می‌پردازد. جلد نخست تاریخ طبری که تاریخ جهان از آفرینش تا مبعث است، مملو از اخبار اسرائیلی است. در بخش دیگر این کتاب، طبری نسبت به اتفاق‌ها در مصر، شمال آفریقا و اسپانیا با نگاهی سکولار قلم می‌زند.
از شهرت و اهمیتی را که تألیفات طبری در زمان خود مؤلف در قرون بعد احراز کرده است از کثرت نسخی که انتشار یافته است می‌توان استنباط کرد چنان‌که از تاریخ او بیست جلد در کتابخانه عزیز از خلفای فاطمی عصر در نیمه اخیر قرن چهارم هجری وجود داشته، و وقتی صلاح الدین ایوبی در سنه ۵۸۹ مصر را تصرف کرد ۱۲۰۰ جلد آن فقط در کتابخانه سلطنتی نجا بوده است. موضع‌گیری در مورد جنبش‌های شیعی و قیام‌های سیاسی مسئله دیگر طبری نهضت‌ها و قیام‌هایی بود که در عصر وی وقوع یافته و وی شاهد وقوع این قیام‌ها بوده است.
بر اساس اظهار نظر برخی مورخان، هر یک از این کتاب‌ها دارای سی هزار صفحه بود، ولی بخاطر حجم بزرگ آن‌ها شاگردان طبری از عهده تحریر و آموختن آن بر نیامده و طبری مجبور شد متن کتاب خود را مختصر کرده و هر یک را بقدر عشر (یک دهم) حجم اولیه خلاصه کند. اولین ترجمه فارسی تاریخ طبری به قلم ابوعلی بلعمی مشهور به تاریخ بلعمی است.

#### ترجمه تاریخ طبری در جهان و اقبال به وی
هنوز پنجاه سال از درگذشت جریر طبری، نگذشته بود که تاریخ الرسل و الملوک او را ابو علی محمد بن محمد بلعمی، وزیر دانشمند منصور بن نوح سامانی به سال ۳۵۲ قمری با تغییراتی، به فارسی درآورد. بلعمی به اندازه‌ای در تاریخ طبری دخل و تصرف کرده که نخستین ترجمهٔ تاریخ طبری را از عربی به فارسی، به نام تاریخ بلعمی یاد کرده‌اند. بعدها تاریخ بلعمی در نسخه زبان ترکی و فرانسوی نیز ترجمه شد.
اشتیاق و علاقه به کتاب تاریخ طبری در اروپا و آمریکا تا به امروز قابل رویت بوده و کتاب تاریخ طبری و شخصیت نویسنده آن مورد اقبال وسیع خاورشناسان، نویسندگان و مورخان بوده است. نخستین اروپایی که با طبری آشنا شد، توماس ارپنیوس، خاورشناس هلندی، بود که خلاصهٔ تاریخ طبری را به زبان لاتین ترجمه و اهالی اروپا را با طبری آشنا کرد. سپس، در سدهٔ نوزدهم میلادی هرمان زوتنبرگ تاریخ طبری را به زبان فرانسه در چهار جلد در پاریس به چاپ رساند. تئودور نولدکه خاورشناس آلمانی نیز بخش ساسانیان تاریخ طبری را به آلمانی ترجمه کرده است.
ژیلبرت لیوا تاریخ‌نگار فرانسوی نیز در دانشگاه دیدرو پاریس به کوشش خود این اثر را به زبان فرانسه ترجمه نمود. میخائیل یان دخویه در بین سال‌های ۱۸۸۰ تا ۱۹۰۰ تاریخ طبری را به انگلیسی ترجمه نمود و کتاب خود را پس از سال‌ها با چندین بار تجدید چاپ تحت عنوان تاریخ طبری منتشر کرد. ترجمه تفسیری این کتاب توسط انتشارات دانشگاه ایالتی نیویورک در سال ۱۹۹۸ بازنشر شد. تئودور نولدکه، خاورشناس مشهور آلمانی در سال ۱۸۷۸، بخش ساسانی تاریخ طبری را نیز به آلمانی ترجمه کرد و پس از انتشار نیز این کتاب چندین بار تجدید چاپ شد. همچنین کتابی درباره زادگاه‌ و جوانی جریر طبری توسط جان سویل به زبان لاتین در ونیز در سال ۱۵۰۳ منتشر شد. در کوششی دیگر فرانتس رزنتال خاورشناس دانشگاه هومبولت برلین، در سال ۱۹۸۹ کتاب تاریخ طبری را در سه جلد با عنوان تاریخ خاورمیانه ترجمه کرد. کلیفورد ادموند باسورث کتاب تاریخ طبری را در سه جلد با مقدمه احسان یارشاطر در سال ۱۹۹۹ در آمریکا، آلبانی و فرانسه منتشر کرد. پیش از این نیز برنامه ریزی برای ترجمه این کتاب بزرگ وقایع نگار به زبان انگلیسی در چهل جلد در سال ۱۹۷۱ به رهبری احسان یارشاطر به عنوان سردبیر و با کمک هیئت تحریریه احسان عباس از دانشگاه آمریکایی بیروت، کلیفورد ادموند باسورث از دانشگاه منچستر، یاکوب لاسنر از دانشگاه ایالتی وین آغاز شده بود. فرانتس رزنتال نیز به عنوان ناظر ویراستار با تشویق دانشگاه ییل در این پروژه حاضر بود. ایگناتس گلدزیهر خاورشناس مشهور مجارستانی، در سال ۱۹۲۰ کتابی با تمرکز بر تاریخ طبری، به آلمانی نوشت که توسط انتشارات بریل منتشر شد. دانشنامه افرون و بروک‌هاوس افرون بر این کتاب کامل تاریخ پیامبران و پادشاهان را در ۱۷ جلد در مرکز خود منتشر کرد. ویلیام مونتگومری وات استاد رشته زبان عربی و مطالعات اسلامی در دانشگاه ادینبورگ نیز کامل ترین نسخه زندگینامه محمد در مکه را بر اساس تاریخ طبری در اسکاتلند به چاپ رسانید. همچنین چاپ‌های مکرری از این کتاب در مصر، امارات، عربستان، عراق، مصر و لبنان صورت گرفته است. هیو کندی، اسماعیل پوناوالا، فرد دانر، خالد یحیی بلانکنشپ، مایکل مورونی، مارتین هیندز، جورج صلیبا و کارول هیلن برند برخی از دیگر نویسندگان، مورخان و محققانی بودند که مجموعه‌ای از کتاب‌های تاریخ طبری را با عناوین مختلف منتشر کردند.

### تفسیر طبری
تفسیر طبری، یکی از قدیمی‌ترین و جامع‌ترین تفسیرهای روایی قرآن در قرن سوم هجری در بین مسلمانان است. البته این تفسیر صرفاً تفسیر روایی نیست، زیرا در آن به مباحث و مسائل کلامی توجه شده و نظرهای مؤلف در نقل احادیثی دال بر موضع کلامی اش، بیان شده است.
طبری در جایی که سخن از مدینه فاضله یا آرمان شهر است نیز در کتاب تفسیر خودش به شرح این شهر آرمانی پرداخته و در اینجا از شهری آرمانی خبر می‌دهد که زیستنگاه نه‌ونیم سبط از اسباط دوازده‌گانهٔ بنی‌اسرائیل است.

### دیگر تألیفات
از دیگر مهم‌ترین‌ها تألیفات طبری می‌توان از اختلاف العلماء، اللطیف القول فی احکام شرایع الاسلام، تهذیب، بصیر فی معالم الدین، الخفیف فی الفقه، آداب النفوس، آداب المناسک الحج و تهذیب الآثار نام برد.

## طبری در فرهنگ عامه
در جهان جریر طبری به عنوان یک مفسر، تاریخدان و فیلسوف شناخته شده است.

### اهمیت سبک
به عنوان نمونه، علی بن حسین مسعودی همه‌چیزدان، تاریخ‌نویس، نویسنده و جغرافی‌دان  دراب اهمیت نگارش جریر طبری گفته است، که کتاب تاریخ او بر کتاب‌های دیگر تاریخ برتری دارد و افزون‌تر از آنهاست و جامع انواع خبرها و آثار و دربردارنده اقسام فنون و علوم است. این کتاب دارای خوبی‌ها و سودهای بسیار است و سود آن به تمام خواهندگان و پژوهندگان تاریخ و آثار گذشتگان می‌رسد. مؤلف این کتاب فقیه عصر و زاهد و دانشمند پرهیزگار زمان خود بوده است و علوم فقیهان و دانشمندان شهرها و اخبار محققان سیر و آثار با او پایان یافته است.
خواجه رشیدالدین فضل‌الله همدانی؛ سیاستمدار و اندیشمند برجسته عهد فرمانروایی ایلخانان، ۴ قرن پس از جریر طبری، برای نگارش کتاب خود، جامع التواریخ که به تعبیر تاریخ‌پژوهی چون دیوید مورگان، اهمیت و تاریخ‌نگاری عصر مغول مدیون و مرهون وجود آن است و همچنین خاور‌شناسی چون جان بویل آن را دائرةالمعارف تاریخی خوانده است. همچنین مورخ برجسته‌ای چون عبدالحسین زرین‌کوب از آن به عنوان عظیم‌ترین و جسورانه‌ترین طرح در تاریخ‌نویسی مسلمانان و نیای فراموش شده تواریخ امروز کمبریج یاد کرده است. زرین‌کوب در تمجید از نگارش جریر طبری نوشته بود که خود او از شیوه‌ای بهره جست که پیشتر طبری به کار برده بود.

### نام و نشانه و احترام
اولین بزرگداشت بین‌المللی جریر طبری در سال ۱۳۶۸ به کوشش دانشگاه مازندران و مجله کیهان با پیشنهاد محمدابراهیم باستانی پاریزی برگزار شد.
در سال ۱۹۸۷ و ۲۰۱۱ سریالی ۱۸ قسمتی با نام امام طبری از اتحادیه رادیو و تلویزیون مصر ساخته و پخش شد. عزت العلایلی ایفای نقش جریر طبری را بر عهده داشت.
در سال ۱۳۷۰ سازمان چاپ و انتشارات وزارت فرهنگ و ارشاد اسلامی بیش از ۶ هزار جلد از تاریخ طبری را توزیع کرد.
در سال ۲۰۱۳ عبدالحسین زرین‌کوب و لیفر لوکیدو در سخنرانی در مرکز مطالعات اسلامی آکسفورد مؤسسه ساختار پژوهشی تاریخ طبری را تأسیس نمودند.
در سال ۲۰۱۵ تندیس جریر طبری به همراه دیگر دانشمند ایرانی مانند زکریای رازی در حیاط کتابخانه ملی تاجیکستان نصب شد.
خیابان‌هایی با نام وی در سراسر جهان در شهرهای جده، خبر، ظهران و ریاض پایتخت عربستان سعودی، دوحه پایتخت قطر، طنجه سومین شهر بزرگ مراکش، سوهاج و جرجا مصر، عقبه اردن، حمص سوریه و بغداد عراق وجود دارد. همچنین یک مسجد به نام وی در سلوان مراکش، مصراته لیبی، نجران، عنیزه، دمام و خمیس مشیط عربستان سعودی، نواکشوت موریتانی و شارجه امارات متحده عربی و ساخته شده و همچنین در کویت نیز یک پارک با نام وی ایجاد  شد.
در ایران نیز در آمل و قزوین بلوارهایی به نام وی نامگذرای شده است.

## سال‌شمار کوتاه زندگی
- ۲۲۴ قمری: در آمل به دنیا آمد.
- ۲۳۱ قمری: قرآن را به‌طور کامل حفظ کرد.
- ۲۳۲ قمری: پیش‌نماز مردم آمل شد.
- ۲۳۳ قمری: نگارش اخبار را آغاز کرد.
- ۲۳۶ قمری: فراگیری علوم دینی را در شهر ری نزد محمد بن حمید بن حیان رازی و محمد بن احمد انصاری رازی دولابی ادامه داد.
- ۲۴۱ قمری: برای بهره‌گیری از درس ابوعبدالله احمد حنبل به بغداد رفت، اما هنگامی که به آن شهر رسید، احمد حنبل در گذشته بود.
- ۲۴۲ قمری: به بصره، کوفه و واسط رفت و از درس استادان آن شهرها، از جمله ابوکریب محمد بن علاء همدانی، بهره‌مند شد سپس به بغداد بازگشت.
- ۲۵۳ قمری: ابتدا به هندوستان و بعد به مصر رفت تا از دانش علمای آن سرزمین بهره‌مند شود. او حدیث‌های زیادی از انس بن مالک و شافعی و ابن‌وهب نوشت.
- ۲۷۰ قمری: نگارش تفسیر خود را به پایان رساند.
- ۲۹۰ قمری: در ۶۵ سالگی برای دومین بار به زادگاه خود در طبرستان بازگشت، اما زمان زیادی در آن‌جا نماند.
- ۳۰۰ قمری: بار دیگر به بغداد رفت و نگارش تاریخ بزرگ خود را در آن‌جا به پایان رساند.
- ۳۱۰ قمری: دو روز مانده از ماه شوال درگذشت.

## شاگردان
- ابوالفرج اصفهانی
- ابن درید
- ابوالمفضل شیبانی
- ابوالقاسم طبرانی
- احمد بن کامل قاضی
- ابوسلیمان‌ بن‌ عبدالله‌ ربعی
- ابوطاهر مقری
- محمد ابوطاهر بغدادی
- احمد بن موسی تمیمی
- محمد بن عبدالله فيروز
- ابن‌طرارا بن‌ زکریا نهروانی